# Shepseskara
Shepseskara, alternativ stavning Shepseskare, var den fjärde eller femte faraonen under Egyptens femte dynasti och regerade ungefär 2465-2460 f. Kr.
Väldigt lite är känt om Shepseskara. Enligt Sakkaratabletten efterträdde han Neferirkara men det finns tecken på att han kom till makten först efter Neferefra och bara regerade ett par månader. Han kan ha varit son till Sahura som blev åsidosatt när hans far dog och efterträddes av sin farbror Neferirkare. Kanske kom han till makten en mycket kort tid då Neferirkara eller Neferefra dog.
Sigillavtryck från Shepseskara har hittats i den tidigast byggda delen av Neferefras gravtempel, vilket indikerar att Shepseskara efterträdde Neferefra. Andra delen av gravtemplet färdigställdes av Neuserra, vilket tyder på att en maktkamp pågick, vilken Neuserra vann.
På en stele tillhörande den samtida tjänstemannen Khauptah återfinns en obruten lista på faraoner under vilka han tjänade; Sahura, Neferirkara, Neferefra och Neuserra. Shepseskaras namn nämns inte.